# Novaranea
Novaranea Court & Forster, 1988 è un genere di ragni appartenente alla famiglia Araneidae.

## Etimologia
Il nome deriva dal latino novus, cioè nuovo, recente e araneus, cioè ragno.

## Distribuzione
Le due specie oggi note di questo genere sono state rinvenute in Australia e Nuova Zelanda: la N. queribunda è un endemismo neozelandese, mentre la N. courti è stata reperita in varie regioni australiane (Nuovo Galles del Sud, Victoria) e in Tasmania.

## Tassonomia
A maggio 2011, si compone di due specie:
- Novaranea courti Framenau, 2011 — Australia (Nuovo Galles del Sud e Victoria), Tasmania
- Novaranea queribunda (Keyserling, 1887)[2] — Nuova Zelanda

### Sinonimi
- Novaranea laevigata (Urquhart, 1891); gli esemplari sono stati riconosciuti in sinonimia con N. queribunda (Keyserling, 1887) a seguito di un lavoro degli aracnologi Framenau, Scharff & Levi del 2009[1].
- Novaranea powelli (Urquhart, 1894); gli esemplari, trasferiti dal genere Araneus Clerck, 1757, sono stati riconosciuti in sinonimia con N. queribunda (Keyserling, 1887) a seguito di un lavoro degli aracnologi Paquin et al. del 2008, passando prima per la denominazione di Novaranea laevigata (Urquhart, 1891)[1].
- Novaranea quaesita (Keyserling, 1887); gli esemplari, trasferiti dal genere Araneus Clerck, 1757, sono stati riconosciuti in sinonimia con N. queribunda (Keyserling, 1887) a seguito di un lavoro degli aracnologi Framenau, Scharff & Levi del 2009[1].